# Tvořivá dramatika
Tvořivá dramatika je periodikum o dramatické výchově, její didaktice, historii, teorii a praxi. Věnuje se všem oblastem tohoto oboru: dramatické výchově jako samostatnému školnímu předmětu i dramatické výchově aplikované (dramatickovýchovné metody využívané na základních a středních školách v jiných předmětech, zejm. při výuce českému jazyku, literatuře, prvouce/vlastivědě, dějepisu, občanské výchově, cizím jazykům,...), dramatické výchově v mateřské škole, dětskému divadlu (divadlu hranému dětmi a mládeží) a dětskému přednesu, dramatické výchově na vysokých školách uměleckého a pedagogického směru, dramatickým aktivitám s handicapovanými. Systematickou pozornost věnuje také umění pro děti a mládež, především literatuře a divadlu.

## Historie
Tvořivá dramatika vznikla v roce 1990 z iniciativy Sdružení pro tvořivou dramatiku. Nulté číslo vyšlo na podzim roku 1990 v nakladatelství Gamma (které sídlilo v kulturním středisku Mlejn v Praze-Stodůlkách) a od roku 1991 ji vydává ARTAMA, pracoviště IPOS (Informační a poradenské středisko pro místní kulturu), od roku 2004 NIPOS (Národní informační a poradenské středisko pro kulturu) spolu se Sdružením pro tvořivou dramatiku a od roku 1999 také ve spolupráci s katedrou výchovné dramatiky Archivováno 21. 6. 2019 na Wayback Machine. Divadelní fakulty AMU.
Od roku 1991 do roku 1993 vyšla Tvořivá dramatika desetkrát s průběžným číslováním: v roce 1991 vyšlo č. 1, dvojčíslo 2-3 a č. 4, roce 1992 č. 5, 6 a dvojčíslo 7-8 a v roce 1993 č. 9 a 10. Od roku 1994 (ročník V) vychází třikrát do roka. Od roku 2012 (ročník XXIII) vychází s podtitulem Časopis o dramatické výchově, literatuře a divadle pro děti a mládež.

## Redakce
Šéfredaktorem Tvořivé dramatiky je od počátku Jaroslav Provazník, pedagog katedry výchovné dramatiky DAMU. V letech 2011–2012 (č. 1, roč. XII–č. 1, roč. XXIII) byl redaktorem Tvořivé dramatiky Antonín Šimůnek, později redaktor ČT24, od č. 2, roč. XXIII, do č. 3, roč. XXXIII (2022) byla redaktorkou Anna Hrnečková, divadelní lektorka a pedagog katedry výchovné dramatiky DAMU, od č. 1 roč. XXVI (2015) do č. 1 roč. XXXVI (2025) byla redaktorkou Gabriela Zelená Sittová, od č. 1, roč. XXXIV (2023) se stal redaktorem Luděk Korbel, literární kritik a pedagog Gymnázia v Milevsku, a od čísla 2, roč. XXXVI (2025) Klára Jíchová, pedagog dramatické výchovy.
Výtvarně se na Tvořivé dramatice podílely Jana Roztočilová (od č. 5 ročníku III do č. 3 roč. IX), Šimona Vepřková (roč. X–XV) a Martina Vandasová (roč. XVI–XX). Časopis graficky upravovala v roč. XIII–XXI Dana Edrová. Od roč. XXII (2011) je autorem grafické úpravy Radek Pokorný.

## Obsah a rubriky
V ročnících I a II (1990–1991) obsahoval časopis rubriky Inspirace, Informace a Dokumentace, od II. ročníku přibyla rubrika Publikace-periodika-bibliografie, v níž byla mj. publikována také kompletní bibliografie periodika Divadelní výchova, předchůdce Tvořivé dramatiky, které vycházelo v letech 1964–1974. V ročnících III–VI (1992–1995) měl časopis rubriky naznačující různé oblasti dramatické výchovy: Cesty k člověku (interní dramatická výchova a dramatickovýchovné aktivity jako prostředek rozvoje osobnosti), Cesty k divadlu (dramatická výchova v podobě divadla hraného dětmi a mládeží), Mosty (inspirace příbuznými obory), Recenze a Literatura pro děti. V ročnících VII–XXIV (1996–2013) byly rubriky pojmenovány: Dramatika-výchova-škola (od ročníku XXV [2014] byl název rubriky upraven na Dramatika-výchova-vzdělání), Dramatika-umění-divadlo, Inspirace (rubrika existovala do roku 2007), Recenze a Literatura pro děti a mládež. Od ročníku VII obsahovala Tvořivá dramatika také rubriku v podobě vyjímatelné přílohy Průvodce dramatickou výchovou, v níž až do roku 2003 vycházely recenze s ukázkami zahraničních publikací o dramatické výchově a podrobné informace o podobách dramatické výchovy ve světě.
Od roku 2004 přibyla nová rubrika Úvahy-pojmy-souvislosti, v níž jsou publikovány stati obecnějšího charakteru o teorii, didaktice a historii oboru.
Od roku 2000 začalo Sdružení pro tvořivou dramatiku vydávat ve spolupráci s katedrou výchovné dramatiky DAMU a pracovištěm ARTAMA Dětskou scénu, textovou přílohu Tvořivé dramatiky, obsahující dramatické texty (divadelní hry a scénáře a recitační pásma a montáže) pro dětské a mladé soubory; od roku 2003 (od svého 10. čísla) vychází Dětská scéna jako součást Tvořivé dramatiky.
V letech 1995 a 2007 vyšla dvě zvláštní čísla Tvořivé dramatiky, která obsahují výběr článků ze zpravodajů národních, resp. celostátních přehlídek dětského divadla (Kaplické divadelní léto, od roku 1990 Dětské divadelní léto, od roku 1994 Dětská scéna) a kompletní dokumentaci těchto přehlídek. Charakter zvláštního čísla mělo č. 1 ročníku XII (2001), které obsahuje portréty zakladatelských osobností české dramatické výchovy (Eva Machková, Hana Budínská, Jindra Delongová, Zdena Josková, Milada Mašatová, Josef Mlejnek, Věra Pánková, Soňa Pavelková, Šárka Štembergová-Kratochvílová, Olga Velková, Jana Vobrubová) a dokumentaci jejich tvůrčí a publikační činnosti. V roce 2023 vyšlo 100. číslo Tvořivé dramatiky (č. 3, roč. XXXIV)  obsahující studie a stati, které se ohlížejí za třemi desetiletími Tvořivé dramatiky a reflektují proměny kontextu, na které časopis reagoval a které ovlivňoval.
Tvořivá dramatika má strukturu danou dvěma hlavními rubrikami, které pojmenovávají obě základní směřování dramatické výchovy: Dramatika-umění-divadlo a Dramatika-výchova-vzdělávání. V rubrice Reflexe-recenze-informace jsou recenzovány nové publikace týkající se oboru. Čtvrtina až třetina každého čísla Tvořivé dramatiky je věnována statím o tvorbě pro děti a mládež (rubrika Umění pro děti a mládež), zejména divadle a literatuře, včetně recenzí nových knih a inscenací určených dětem a mládeži.
Tvořivá dramatika zařazuje pravidelně materiály o různých směrech, konceptech a osobnostech dramatické výchovy a paradivadelních aktivit v zahraničí (např. Henry Caldwell Cook, Geraldine Brain Siksová, Ruth Beall Heinigová, Brian Way, Judith Kase-Polisiniová, Viole Spolinová, Keith Johnstone, Gavin Bolton, Dorothy Heathcoteová, Cecily O’Neillová, Jonothan Neelands, Tony Goode, Warwick Dobson, Juliana Saxtonová, Judith Ackroydová, Francis Prendivill, Barbara Salisburyová, Nellie McCaslinová, John O’Tool, John Somers, Augusto Boal, Helmut Köpping, Erich Hofbauer, David Davis, Allan Owens, Christiane Pageová, Janinka Greenwoodová, David Novak, Rives Collins, David Booth, Andy Kempe, Tintti Karppinenová, Susanne Schraderová, Tom Willems, Keith Homer, Edward Bond, Sanja Krsmanovićová Tasićová, Ádám Bethlenfalvy...).
Tvořivá dramatika uveřejňuje vedle dramatických textů pro dětské a středoškolské soubory scénáře původních nebo přeložených školních dramat (procesuálních nebo tzv. strukturovaných dramat) nebo dalších typů lekcí určených pro výuku dramatické výchovy.
Vždy po dvou ročnících vychází obsah a rejstřík Tvořivé dramatiky.

## Doplňující informace
Časopis s evidenčním číslem ISSN 1211-8001 vydává NIPOS, pracoviště ARTAMA ve spolupráci se Sdružením pro tvořivou dramatiku (STD) a katedrou výchovné dramatiky Divadelní fakulty AMU s podtitulem Časopis o dramatické výchově, literatuře a divadle pro děti a mládež. Vychází třikrát ročně (leden, září, listopad) v rozsahu 52–56 stran a součástí každého čísla je textová příloha Dětská scéna v rozsahu 20-32 stran. Formát Tvořivé dramatiky je A4, textové přílohy mají formát A5. Cena jednoho čísla (včetně textové přílohy): 130 Kč, předplatné na rok je 390 Kč.